# Amousse Tessema
Amousse Tessema (* 25. September 1931 in Tullubollo, Äthiopien) ist ein ehemaliger äthiopischer Radrennfahrer.

## Sportliche Laufbahn
Tessema war Teilnehmer der Olympischen Sommerspiele 1960 in Rom. Im Mannschaftszeitfahren kam der Vierer aus Äthiopien in der Besetzung Guremu Demboba, Kouflu Alazar, Amousse Tessema und Negousse Mengistou auf den 28. Rang von 32 gestarteten Mannschaften. Im olympischen Straßenrennen schied er aus.